# Maartschool
De maartschool ontstond in Nederland ten gevolge van de geboortegolf van na de Tweede Wereldoorlog.
Een groot aantal kinderen die na de teldatum van 1 oktober niet naar de lagere school konden, werden opgevangen in de maartschool, waarvan het schooljaar liep van 1 maart tot 1 maart in het daaropvolgende jaar. Daardoor ontstond, om het onderscheid met het gebruikelijke schooljaar aan te duiden, ook de term septemberschool. 

Na verloop van enkele jaren werd de maartschool opgeheven. In sommige gemeenten was er ook een aprilschool.
Nadeel aan het eind van de zesde klas op de maartschool was, dat veel vervolgscholen pas op 1 september begonnen. Daarom werd er op de maartschool een zevende klas gecreëerd waar -meestal alleen- de leerlingen die naar HBS, MMS of Lyceum gingen, extra voorbereid werden op dat vervolgonderwijs. Wie naar het lbo of de ulo / mulo ging kon wel in maart overstappen.